# Контрада Ортичели (Беневенто)
Контрада Ортичели је насеље у Италији у округу Беневенто, региону Кампанија.
Према процени из 2011. у насељу је живело 70 становника. Насеље се налази на надморској висини од 295 м.